# Chiesa della Santissima Annunziata (Padula)
La Chiesa della Santissima Annunziata è una chiesa di Padula, sede del Sacrario dei Trecento.

## Storia
Situata all’interno del Comune di Padula, un tempo fuori le mura della città, la Chiesa della SS. Annunziata fu totalmente rifatta nel XVIII secolo.
La chiesa era dotata di Ospedale e Brefotrofio (ospizio per bambini orfani) che furono attivi fino al Settecento. Gli edifici che ospitavano queste strutture di ricovero vennero abbattuti del terremoto del 16 dicembre 1857, e le loro tracce furono cancellate dalla costruzione della strada carrozzabile: di essi sopravvive solo un arco in pietra situato nel piazzale davanti alla chiesa, spiazzo che all'epoca costituiva il cortile dell'ospedale. Dal 1911 tale arco costituisce un monumento ai caduti di rilevanza nazionale.
Nel 1957, in onore del centenario della spedizione di Carlo Pisacane, fu realizzato un sacrario dedicato ai Trecento. Il sacrario si trova nella cripta della chiesa.

## Architettura e arte
L’interno custodisce nella porta del tabernacolo la copia galvanica del capolavoro del padulese Andrea Cariello, il “Cristo che frange il pane eucaristico”, nonché alcune tele e tavole restaurate provenienti anche da altre cappelle e chiese della parrocchia di S. Giovanni Battista. 
La facciata è divisa in due ordini, sormontata da un timpano triangolare, e un portale in pietra che rivela l’arte barocca della Certosa di San Lorenzo e la docilità della pietra di Padula. Alla chiesa si accede con una scala esterna a doppia rampa. La pianta è rettangolare ad unica navata con un'abside poligonale.

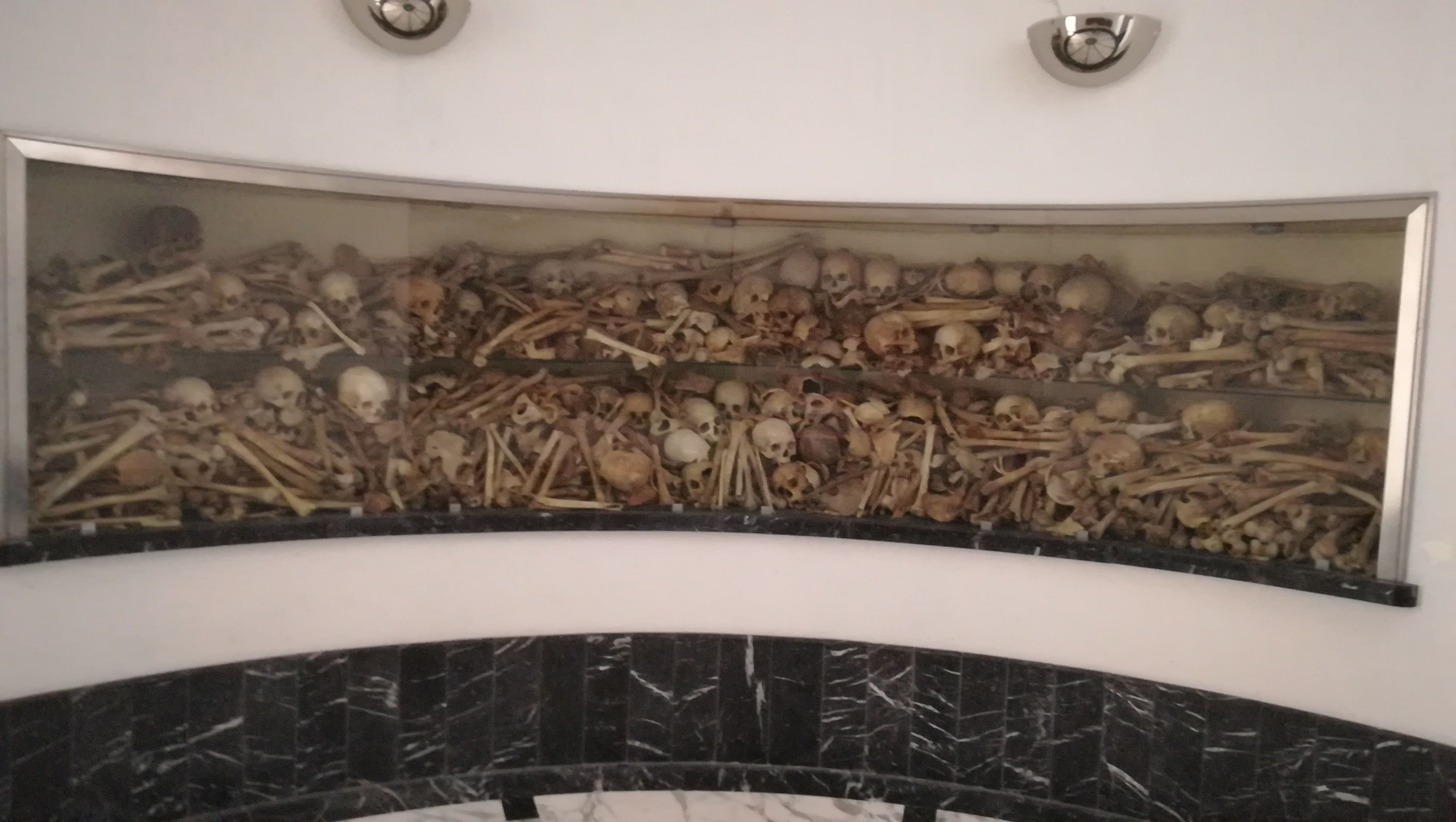
Resti dei Trecento, conservati nel Sacrario della Chiesa.

Probabilmente costruita prima del XVII secolo, la chiesa aveva, sul lato nord, anche un ospedale, soppresso presumibilmente nel XVIII secolo. All’esterno della Chiesa, spicca l’arco a tutto sesto in pietra locale a grosse bugne e con stemma civico nella chiave di volta, che immetteva al cortile dell’Ospedale e che nel 1911 il deputato padulese Giovanni Camera (1862-1929) elevò a Monumento Nazionale. Esso infatti inquadra il Sacrario dei Trecento di Carlo Pisacane, i cui resti sono custoditi in teche visibili al pubblico: qui voluto dal popolo padulese, fu restaurato ed aperto nel 2007. Nella piazzetta di fronte, ove si apre un’incantevole veduta del Vallo di Diano, si trova il mezzobusto che raffigura l’eroe padulese Joe Petrosino.